# Sainte-Angèle-de-Monnoir
Pour les articles homonymes, voir Sainte-Angèle.
Sainte-Angèle-de-Monnoir est une municipalité du Québec située dans la MRC de Rouville en Montérégie.

## Toponymie
Son nom rappelle le souvenir d'Angèle Merici, fondatrice des Ursulines en 1535. Pour mieux personnaliser l'endroit, on a ajouté le spécificatif Monnoir, qui marque l'appartenance du territoire à la seigneurie de ce nom, concédée par le gouverneur Vaudreuil et l'intendant Raudot à Claude de Ramezay, le 25 mars 1708. On a cru que cette appellation venait de la déformation de Mont-Noir, une montagne qui domine la seigneurie, hypothèse sans fondement véritable. L'appellation véritable proviendrait du nom d'un fief que le seigneur possédait en France ».

## Histoire
Sa fondation remonte en 1862, comme l'indique son livre historique pour les 125 ans d'existence de la municipalité en 1987.

## Géographie
Située à environ 18 km au sud-est de Chambly, dans les basses-terres du Saint-Laurent.
L'autoroute 10 traverse l'est de la municipalité du nord au sud.

## Démographie
| 1986  | 1991  | 1996  | 2001  | 2006  | 2011  | 2016  | 2021  |
| ----- | ----- | ----- | ----- | ----- | ----- | ----- | ----- |
| 1 216 | 1 391 | 1 481 | 1 450 | 1 163 | 1 812 | 1 823 | 1 828 |

## Administration municipale
- 18 octobre 2008: Sainte-Angèle-de-Monnoir change son statut de municipalité de paroisse pour celui de municipalité[5].

Les élections municipales se font en bloc pour le maire et les six conseillers.
| Sainte-Angèle-de-Monnoir Maires depuis 2002                                                                           |                |                   |          |
| Élection | Maire          | Qualité           | Résultat |
| 2002 | Michel Picotte | Maire depuis 1998 | Voir     |
| 2005 | Michel Picotte | Maire depuis 1998 | Voir     |
| 2009 | Michel Picotte | Maire depuis 1998 | Voir     |
| 2013 | Michel Picotte | Maire depuis 1998 | Voir     |
| 2017 | Denis Paquin   |                   | Voir     |
| 2021 | Denis Paquin   | Voir              |          |
| Élection partielle en italique Depuis 2005, les élections sont simultanées dans toutes les municipalités québécoises. |                |                   |          |